# 鉄道のブレーキ
鉄道のブレーキ（てつどうのブレーキ）では、鉄道車両を減速させ、停車させ、停止した状態を維持するために用いられる各種のブレーキについて説明する。鉄道のブレーキは、自動車のものと原理的には似ているところが多いが、複数の車両で編成を構成して同時に走行している場合に全ての車両にブレーキを掛ける必要性があり、またエンジンや電動機のような原動力を有していない車両でもブレーキを掛けなければならないので、機構がより多岐にわたっている。

## 種類
鉄道において車両に搭載するブレーキは、大きく分けてレールと車輪の間の粘着力（摩擦力）によって制動力を得るものと、粘着力によらずにブレーキ力を得るものの2つに分類される。以下に主なブレーキ方式についてまとめる。
- 粘着ブレーキ
  - 機械ブレーキ（機械式粘着ブレーキ）
    - 踏面ブレーキ
    - ディスクブレーキ
    - ドラムブレーキ

  - 原動機によるブレーキ
    - 電気ブレーキ（電気車特有のブレーキ）
      - 発電ブレーキ
      - 回生ブレーキ
      - 電機子短絡ブレーキ（非常短絡発電ブレーキ）

    - 内燃動車特有のブレーキ
      - エンジンブレーキ
      - コンバータブレーキ
      - 排気ブレーキ

    - 反圧ブレーキ（蒸気機関車特有のブレーキ）

  - 渦電流ブレーキ
- 非粘着ブレーキ
  - レールとの作用によるブレーキ
    - 機械式
      - 圧着式レールブレーキ
      - 電磁吸着レールブレーキ

    - 電気式
      - 渦電流式レールブレーキ

    - ハイブリッド式
      - 吸着渦電流レールブレーキ

  - リアクションプレートとの作用によるブレーキ
  - 空力ブレーキ

またこれ以外に停車状態を維持したり、暴走した車両に非常制動を掛けたりする目的で、外部から働きかける装置がある。

### 粘着ブレーキ
鉄道用ブレーキの大きな分類の1つで、車輪に対して回転を止める制動力を与えてレールと車輪の間の粘着力（摩擦力）を介して、車両を減速させるものである。

#### 機械ブレーキ

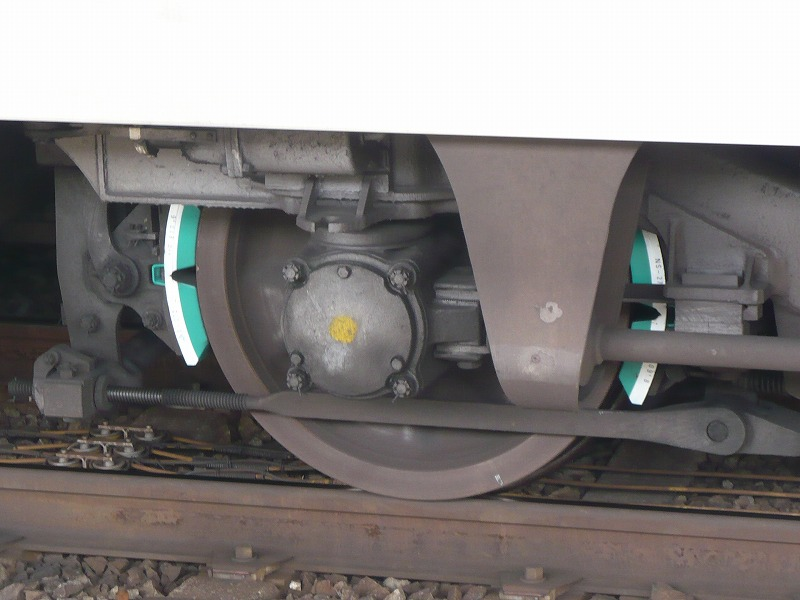
踏面ブレーキ

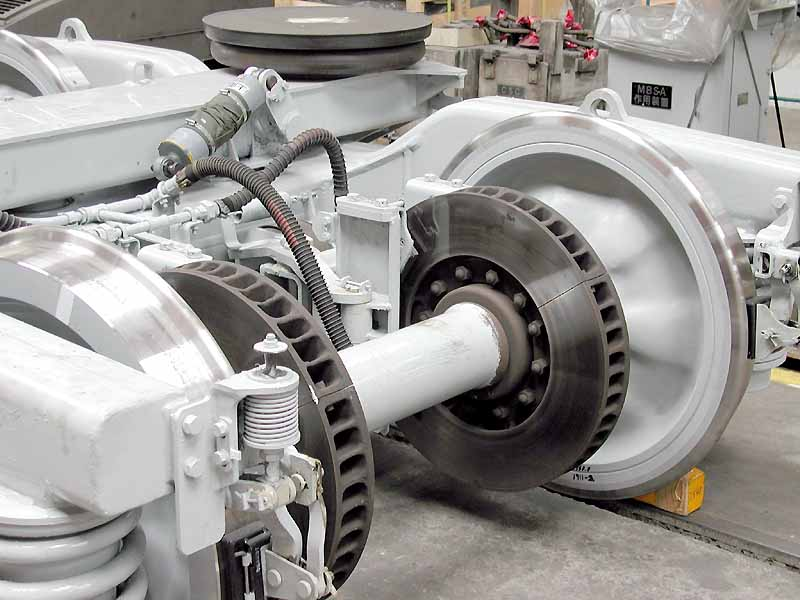
ディスクブレーキ

機械式の粘着ブレーキは、車輪に対して機械的に制動力を与えるブレーキの呼び方である。車輪に対して制輪子（ブレーキシュー）やブレーキパッドを押し当てることで制動力を得ることは共通しているが、制輪子の当て方でさらに踏面ブレーキとディスクブレーキ、そしてドラムブレーキに細分される。踏面ブレーキは、車輪がレールと接する面である踏面に制輪子を当て、ディスクブレーキは車軸に取り付けたディスクローターまたは車輪の表裏に貼り付けられたブレーキディスクにブレーキパッドを当て、さらにドラムブレーキは車軸に取り付けられた円筒形のブレーキドラムの内側からシューをドラムに押しつけることにより、それぞれ摩擦力によりブレーキ力を得る。これらの機構を総称して基礎ブレーキ装置と呼んでいる。
制輪子を車輪に当てる力を得る方式には様々なものがある。詳細は#機械式粘着ブレーキの動力源・制御方法による分類を参照。

#### 原動機によるブレーキ
車輪を駆動するために用いられているモーターやエンジンを逆に制動力として利用するもので、自動車のエンジンブレーキに相当する。自動車の場合、トレーラーで無い限り全ての車両にエンジンが付いているので、ほぼ全ての車両で使用可能なブレーキであるが、鉄道車両の場合、原動機の付いていない付随車も存在し、その場合このブレーキを使うことはできない。原動機によるブレーキは制輪子やブレーキパッドが消耗しないので、部品とメンテナンスのコストを削減できるという長所がある。

##### 電気ブレーキ
電気式のものは、車輪の回転でモーターを回し、モーターを発電機として利用して発電した電力を他で消費することによって制動力を得る。この時、発電した電力を抵抗器で熱に変えて捨ててしまうのが発電ブレーキで、架線に返して他の車両に使わせるのが回生ブレーキである。発電ブレーキと回生ブレーキを総称して電気ブレーキと呼ぶ。回生ブレーキはエネルギーを有効利用することができるが、回生したエネルギーを使ってくれる（＝負荷になる）他の車両が同一き電区間内に存在しなければブレーキを掛けることができず、回生失効してしまうという問題がある。このため負荷の確保が確実でない場合には、回生ブレーキ装備車でも保安性確保のため発電ブレーキの機能を併せ持つ、あるいは必要に応じて自動的に発電ブレーキに切り替わる機能を備えた車両も存在する。または変電所に回生電力を吸収する設備を設ける場合や、同じ変電所からより高負荷な別系統のき電区間などに対して回生による発生電力の給電を行う仕組みを導入する例が存在する。
- 電機子短絡ブレーキ（非常短絡発電ブレーキ） 特殊な電気ブレーキの一種として、勾配区間で使用されることが想定される電気機関車、電車（EF63、EF71、大井川鉄道ED90形電気機関車、神戸電鉄、京阪電気鉄道の過去の電車等）に装備される電機子短絡ブレーキ（非常電気ブレーキ、非常短絡発電ブレーキとも）がある。このブレーキは、様々な抑速手段が使用不可能になり、列車の下り勾配での暴走を抑止できない場合、最終手段として投じられるブレーキで、電機子短絡スイッチを扱うことで電機子を短絡（ショート）させ、非常に強力な制動力を発揮させるものである。基本的には、本ブレーキの投入はすなわちモーターの故障（破壊）や電気回路の故障を引き起こすものであり、使用後はメンテナンスが必要となる。最終手段である。

##### 内燃動車特有のブレーキ
ディーゼルエンジンなど内燃機関を原動機とする車両でも、自動車のエンジンブレーキと全く同様の仕組みで原動機による制動力を得ることができる。ただし内燃機関を原動機とする車両のうち、エンジンで発電を行いその電力でモーターを回す電気式に分類されるもの（ディーゼルエンジンが原動機の場合、ディーゼル・エレクトリック方式や電気式ディーゼルと呼ばれるもの）で走行する車両は、電気でモーターを回して走行する電車や電気機関車の発電ブレーキと同じ仕組みで、モーターを発電機にして制動を掛け、電力は抵抗器で消費するという方式でブレーキを掛けるのが普通である。
内燃機関を原動機とする車両では、通常のエンジンブレーキに加えて、排気ブレーキやリターダなどのブレーキ装置を搭載している車両もある。

##### 反圧ブレーキ
蒸気機関車においては、シリンダーに蒸気や空気を入れることでその反力でブレーキ力を得る反圧ブレーキというものが使われていた。蒸気圧を送る方式は、前進中に弁装置の設定を後進に切り替えることで、蒸気の力をピストンの動きを押し止める向きに働かせ、それをコネクティングロッドを通じて動輪に伝えることで減速させるものであった。しかし使い方は微妙で知識と経験を必要とし、失敗すると弁装置や車輪を焼き付かせて破損してしまう方法であった。空気圧を送る反圧ブレーキも存在しており、これは登山鉄道や急勾配路線などの蒸気機関車で用いられていた。また、シリンダーへの蒸気の供給を遮断するとピストンの両側の空間の圧力差などにより制動力が得られるが、惰行時に制動が掛かることを嫌ってバイパス弁を装備してこの現象が起きないようにしたり、惰行時でもわずかずつ蒸気を送るようにしたりしていた。

#### 渦電流ブレーキ
ブレーキシューによる摩擦でも原動機でもない方式で制動力を得る装置として、渦電流式ディスクブレーキがある。これは車軸に取り付けられたディスクに対して電磁石を挟むように配置し、ディスクに発生する渦電流の作用によって電磁的に制動力を得るものである。最終的にレールと車輪の間の摩擦力を利用しているという点では粘着力によるブレーキに分類される。

### 非粘着ブレーキ
鉄道用ブレーキの大きな分類の1つで、粘着ブレーキとは逆にレールと車輪の間の粘着力を介さずに、台車・レール間、車両・外気間などで制動力を発生させるものである。

#### レールとの作用によるブレーキ
車輪を介さずにレールとの作用で直に制動力を得る方法で、電気式と機械式、ハイブリッド式に分けられる。国内での使用例は路面電車や一部の山岳線などに限られ少ないが、ヨーロッパではICEやTGVなどの高速鉄道でも利用されている。

##### 機械式
圧着式レールブレーキは、空気圧などを利用して制輪子をレールに押し付けて制動力を得る形式。レールに圧着させる反発力が車体を持ち上げる方向に働くので、輪重が減少する欠点がある。高い耐熱性と耐久性が求められることから制輪子に炭化ケイ素（カーボランダム）を使用するため、カーボランダムブレーキとも呼ばれる。箱根登山電車では保安ブレーキとして搭載、使用されている。また愛知高速交通100形電車では、停止状態を維持するために、油圧によってブレーキシューを軌道に押し当てる方式を取る。
電磁吸着ブレーキは、車体に搭載されている電磁石をレールに吸着させることで制動力を得るブレーキである。急勾配区間を走行する専用車両が、急勾配上において停止状態を維持したり、他のブレーキが使えない異常事態に際して非常制動を掛けたりする目的で装備する例の多いブレーキであるが、高加減速性能を求められたPCCカーなどの一部の高性能路面電車でも非常ブレーキとして搭載された。

##### 電気式
渦電流式レールブレーキは、渦電流式ディスクブレーキと原理的には似ているが、渦電流式ディスクブレーキが車軸に備えたディスクに対して電磁石により渦電流を発生させるのに対して、渦電流式レールブレーキではレールに対して電磁石により渦電流を発生させ、車体とレールの間での制動力を得る仕組みとなっている。ドイツの高速鉄道車両ICE3で使用されている。

##### ハイブリッド式
吸着渦電流レールブレーキは、渦電流による電磁気力と、圧着による摩擦力の両方を制動力として利用する形式。フランスの高速鉄道車両TGV-POSで使用されている。

#### リアクションプレートとの作用によるブレーキ
磁気浮上式鉄道や鉄輪式リニアモーターカーにおいて、推進用のリニアモーターにリニア誘導モータ (LIM) を使用しているものでは、地上にリアクションプレートと呼ばれる導体板を配置して、これと車体搭載の装置との相互作用によって推進力を得ている。この方式では、制動力を得る際にもリアクションプレートとの相互作用により回生ブレーキを使用することができる。回生したエネルギーを使ってくれる他の車両がいなければ失効する点では通常の回生ブレーキと同じであるが、車輪とレールの粘着力によらず直接リアクションプレートとの間で制動力が得られるという点が異なっている。

#### 空力ブレーキ

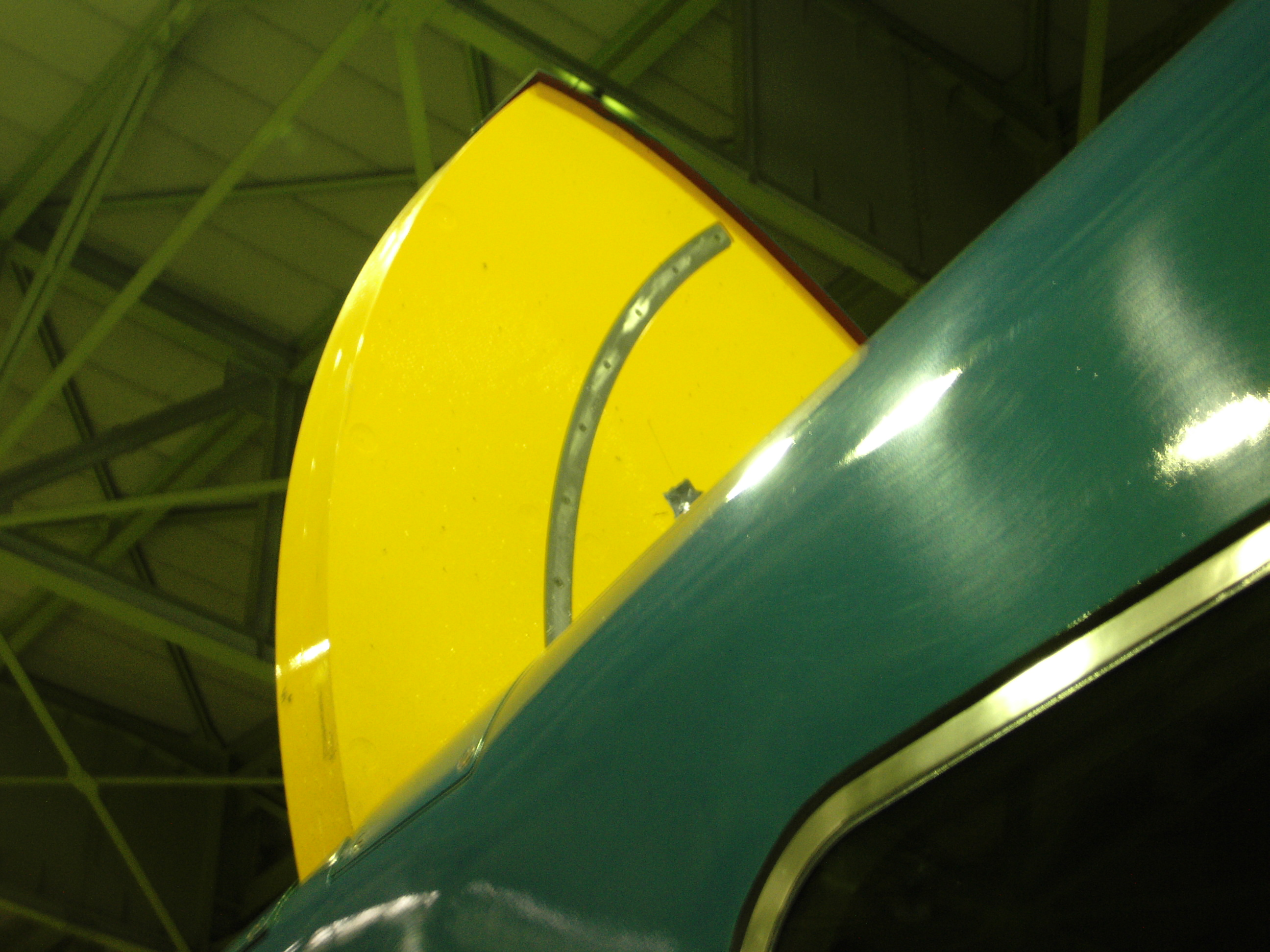
新幹線E954形電車に搭載されている空力ブレーキ

主に高速鉄道において、車外に空気抵抗を得るための抵抗板を出すことで制動力を得るブレーキがあり、空力ブレーキと呼ばれている。通常時には他のブレーキを使用し、特にブレーキ距離を短縮したい、あるいは他のブレーキ手段が使えない緊急時のみの使用が想定されている。

### その他のブレーキ

#### 手歯止め

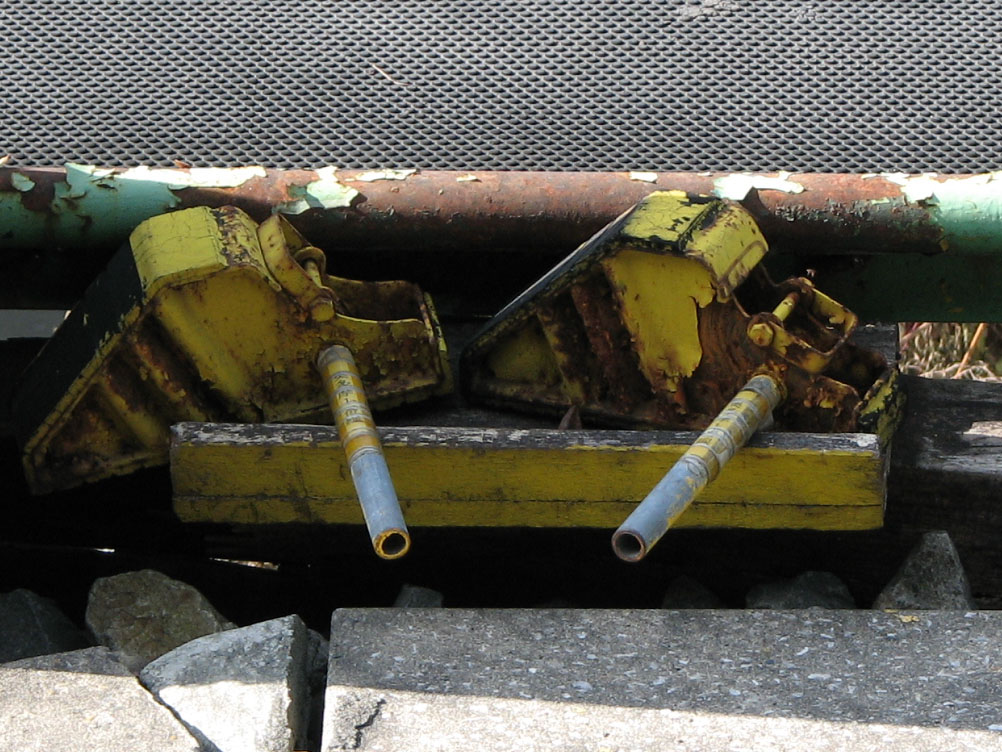
手歯止め

車庫などで停車中の鉄道車両が勝手に動き出すことを転動と言う。転動が起きないようにするために、車輪とレールの間などに差し込むくさび形の器具のことを手歯止めまたはハンドスコッチと呼ぶ。停止状態を維持するという意味で広義のブレーキに含まれる。
手歯止めを差したままの状態でこれを忘れて車両を動かそうとすると脱線の恐れがある。手歯止めを使用中であることを示す札を運転席に掲げる、あるいは車外に立て札を立てるなどの措置でミスを防ごうとしているが、より抜本的な対策として、車両の転動を防ぐことができ、かつ、動力により車両が動き出して上に力が加わると壊れることにより車両が脱線せずに通行可能になるような、適切な強度を持った手歯止めの開発も行われている。

#### カーキャッチャー

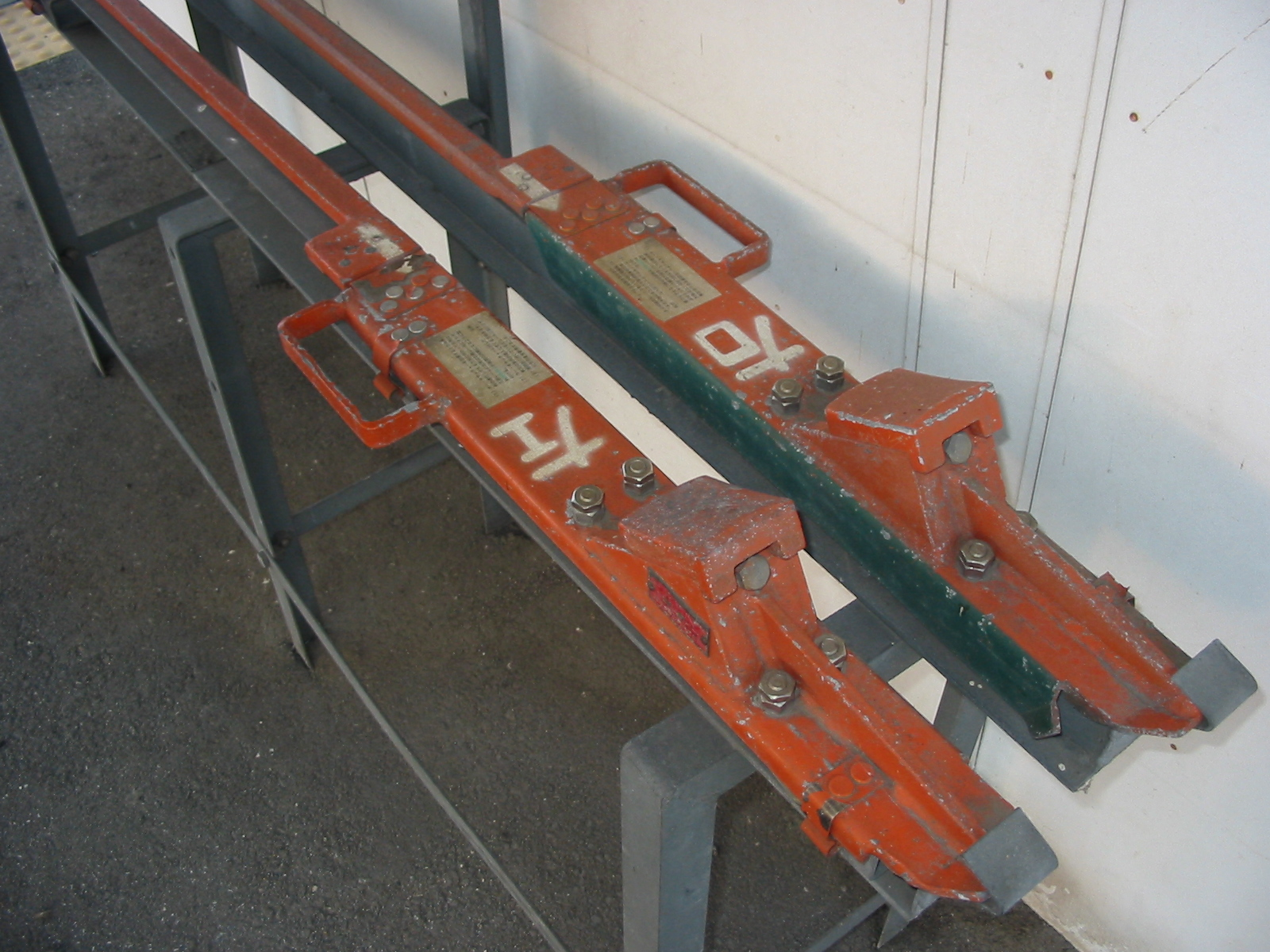
カーキャッチャー

駅や操車場において、過走したり速度超過したりした車両を外部から停止させるために用いられる器具として、カーキャッチャー、あるいはヘムシューと呼ばれるものがある。これはレールにあらかじめ設置しておき、走行してきた車両の車輪がこれに乗り上げて引っかかり、車両に引きずられる形でカーキャッチャーがレール上を滑りながら、カーキャッチャーとレールの間の摩擦により制動力を得るものである。主に非常用の緊急停止装置として用いられる。

#### カーリターダー

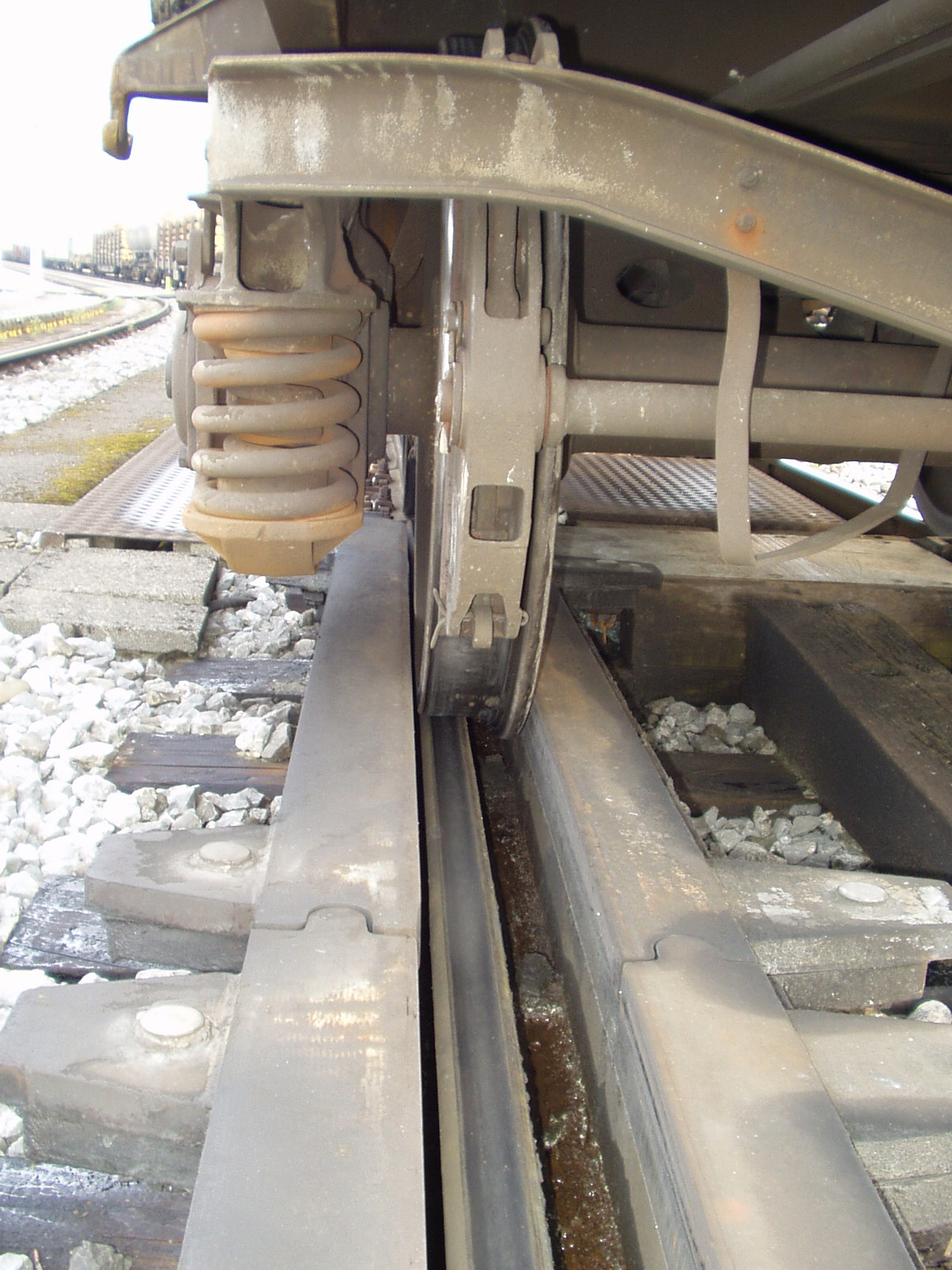
カーリターダー

ハンプ式の操車場では、ハンプと呼ばれる小高い丘の上から貨車を仕分け線に対して突放（とっぽう）して、坂を転がり落ちていく力で走らせて各番線に振り分けていく作業が行われる。既に仕分け線に停車している貨車に対してあまり強く衝突すると連結器や積荷の破損を招くので、適切な速度に調節する必要があり、このため途中にカーリターダーと呼ばれる装置が設置されてこの作業を行っていた。カーリターダーでは、その地点を通過していく車両の車輪をレールの両脇に備えられた装置が挟みつけることで制動力を得ている。

## 機械式粘着ブレーキの動力源・制御方法による分類
機械式粘着ブレーキにおいて、制輪子を車輪またはディスクに押し当てる原動力を得る方法には複数の方法がある。

### 人力ブレーキ
人力により制輪子を押し付ける力を得るものである。ハンドルを手で回したり、車体の下に取り付けられたペダルを足で踏み込んだりして操作する。ハンドルを手で回す方式のものを手ブレーキ、足でペダルを踏み込む方式のものを側ブレーキという。人間の力をてこやラック・アンド・ピニオン、リンク機構などの機械的な原理を用いて増幅して制輪子に作用させるが、もともとの力が弱いこともあり制動力は他のブレーキと比べて弱い。
初期には人力ブレーキしか装備されていない列車も存在していたが、鉄道の高速化・重量化が進展するにつれて人力では不足するようになり、すぐに他の機械的なブレーキが発展していくことになった。しかし現代においても、貨車の入換時の制御や非常時の代用措置などの目的で人力で操作する機構が残されている車両がある。

### 蒸気ブレーキ
蒸気機関車において、ブレーキシリンダーに圧力の掛かった蒸気を吹き込むことでピストンを押して制輪子を動かす力を得るのが蒸気ブレーキである。空気圧縮機や真空ポンプのような機構を別途必要としていないため構造が簡便である。動力によるブレーキの最初のものとして、1833年にジョージ・スチーブンソンによって発明された。
使用後に冷却された蒸気が水になってシリンダー内に溜まると圧力が不安定になり安定した制動力が得られないこと、長編成に適用するとブレーキ作用が遅れることといった問題があり、機関車のみに用いられていた。
列車の編成が長くなり編成中全ての車両で作動する貫通ブレーキが求められるようになると、機関車だけでしかブレーキを掛けることができない蒸気ブレーキは廃れることになった。しかしその簡便さから、ブレーキ力が強く求められない軽便鉄道などでは長らく用いられた。

### 真空ブレーキ
編成全体にわたってブレーキ配管を引き通し、その中の空気をインゼクタや真空ポンプで抜いて真空に近い気圧にしておき、大気圧とブレーキ管内の気圧差によりピストンを駆動して制輪子を動かす力を得るのが真空ブレーキである。
最初の真空ブレーキは、イギリスのノース・イースタン鉄道の技術者J・R・スミスが1874年に考案した。これは直通真空ブレーキであり、ブレーキ管からポンプで空気を抜いた時にブレーキが作動する仕組みであったが、この方法ではブレーキ管が破損すると全くブレーキが掛けられなくなるという致命的な欠点があった。これに対してハーディが改良したものでは、各車両にブレーキシリンダーと一体になった真空タンクが設けられており、あらかじめブレーキ管から空気を抜くことでこれらの真空タンクからも空気が抜いておき、運転士がブレーキハンドルを操作してブレーキ管内に空気を入れると、大気圧近くに戻ったブレーキ管内の圧力と真空タンクの真空の間でブレーキピストンが動くという仕組みになっていた。この仕組みでは、ブレーキ管が破損して管内が大気圧に戻ると自動的にブレーキが作動するフェイルセーフな構成となっている。真空タンク自体が破損した場合でも、編成中に複数の車両がつながっている場合は全ての車両のタンクが同時に破損することはまずないため、他の車両のブレーキで停車することができる。
真空ブレーキの欠点としては、大気圧と真空の気圧差は最大でも1気圧しか得られないことで、後述する空気ブレーキでは空気圧を上げることによってより大きな制動力が得られるのに対して、真空ブレーキでは限度がある。このため必要な制動力を得るために、真空タンクやブレーキシリンダーが大きくなるという問題があった。また、気圧が低い高地にある鉄道ではさらにこの問題は深刻である。
空気ブレーキが発明されたアメリカ合衆国では、空気ブレーキが速やかに普及していったのに対して、イギリスの鉄道では真空ブレーキが長く用いられ続けていた。また現代においてもインド、スリランカ、南アフリカなどでは真空ブレーキが主力として用いられ続けている。しかしこうした国でも真空ブレーキの空気ブレーキへの変更が進められている。

### 空気ブレーキ
現代の鉄道において、制輪子を動作させる方式として最も一般的に用いられているのが空気ブレーキである。真空ブレーキとは逆に、空気圧縮機を用いてブレーキ管に圧力を掛け、この圧力と大気圧の差でピストンを動かして制輪子を駆動する仕組みとなっている。
真空ブレーキと同様に、ブレーキ管に空気圧を掛けた時にブレーキが作動する方式と、空気圧を抜いた時にブレーキが作動する方式がある。
ブレーキ管に空気圧を掛けた時にブレーキが作動する方式は、直通ブレーキと呼ばれる。ブレーキ管が破損した時には全くブレーキが掛けられなくなる欠点があるため、そのままの方式で用いられることはまずない。
一方、ブレーキ管に常時空気圧を掛けておき、これを抜いた時にブレーキが作動する方式は、自動空気ブレーキと呼ばれる。こちらは車両の連結が外れた場合にブレーキ管が破損して自動的にブレーキが掛かるフェイルセーフな機構となっている。
さらにブレーキ性能を改善する目的で、ブレーキ弁の操作を電気的に伝送して各車両でブレーキ弁を制御する方式が開発され、電磁自動空気ブレーキ、電磁直通ブレーキと呼ばれている。これをさらに進展させて、車両間のブレーキ配管によるブレーキ指令を基本的になくし、電気信号だけによる制御を行うと共に、電気ブレーキなどと協調して動作するようにしたものが電気指令式ブレーキと呼ばれている。
自動空気ブレーキでは、空気をブレーキ管から抜いて圧力を下げることによってブレーキ力を得る。ブレーキ弁を操作して必要なだけの制動力を得た後は、ブレーキ管の圧力はそのままの状態を保つ。しかし長く続く下り勾配を行く場合、速度を一定にするために所要となる制動力を得た後、勾配を下っている間にブレーキ管を繋ぐ部分などから次第に空気が漏れて、所望の圧力より下がってしまうということが起きる。ブレーキ管の圧力がさらに下がることは、制動力がさらに強くなる方向に働き、列車はどんどん減速してしまうことになる。一方で、制動力を緩めるためにブレーキ管の圧力を上げようとすると、制動力が弱くなりすぎて勾配を暴走してしまう危険な結果をもたらしかねない。これをうまく制御するために、ちょうど空気が漏れていく量だけ空気を補充する操作をしなければならない。この操作のことを補給制動という。
また自動空気ブレーキでは、各車両の空気だめに圧縮空気が貯められていて、これが制動力の元になっている。空気だめに十分な圧縮空気が無いとブレーキが効かなくなり、危険な状態となる。これを込め不足という。込め不足を防ぐためには、ブレーキを使用して停車した後はよくブレーキ管の圧力を確認して、十分圧力が上昇してから列車を動かさなければならない。

### 油圧ブレーキ
油圧作動のものについても研究されている。
液体は気体に比べてエネルギー密度が格段に高いという特徴があり、高い応答性、小型軽量化が図れる。三菱重工による空圧ブレーキとの比較では、以下のような差があるという。油圧の駆動源となる油圧ポンプの大きさは、圧縮空気を生産するコンプレッサの1/60となり、オイルタンクの大きさも油の場合7Lで済むが、空気の場合空気だめ100L必要である。ブレーキの立ち上がりも早く圧縮空気の1.2秒に対して、0.3秒で作動するという。
かつて、1970年代末に日本で軽快電車として高性能路面電車が研究開発された際には、装置全体のコンパクト化が実現できることとブレーキ管の結露による腐食対策から、電気指令式ブレーキのブレーキ作用そのものは従来通り空気圧で行うものの、その場で空油変換弁による圧力変換を行って基礎ブレーキ装置は油圧キャリパーによるディスクブレーキ搭載としたことがあった。

## 運用上の扱いによる分類

### 常用ブレーキ
車両の減速、停止に使用される通常のブレーキのことを指す。
現代の鉄道車両では、常用ブレーキ、非常ブレーキ、保安ブレーキの3系統を備えているのが普通である。新幹線では、常用ブレーキ、非常ブレーキ、緊急ブレーキ、補助ブレーキの4系統になっている（N700系以降・E5系以降の車両では補助ブレーキは廃止）。

### 非常ブレーキ
非常ブレーキは、事故が発生した場合など緊急に列車を停止させる必要がある時に用いられるブレーキで、運転士だけでなく車掌や時には乗客によっても作動させることができる。これに対して通常用いられるブレーキは常用ブレーキと称される。非常ブレーキは常用ブレーキよりもより大きな制動力を得られることが普通であるが、一方で乗り心地を損ない、車内で立っている人を転倒させるなどの危険性もある。非常ブレーキは、一度使用すると完全に停車するまで緩めることができないのが普通で、また緩めるための手順は通常のブレーキと異なっていることが多い。
新幹線では事故発生時に自動で作用する緊急ブレーキも装備している。

### 保安ブレーキ
保安ブレーキは、他のブレーキ系統が故障などにより使えなくなった場合に用いられるバックアップのブレーキである。JRグループにおいては、この種のブレーキのことを直通予備ブレーキとも呼ぶ。また、留置中の車両が動き出さないようにする目的でもこのブレーキが用いられる。この場合、留置ブレーキなどと呼ばれることもある。通常のブレーキ系統とは独立した系統になっている。
一部の車両では、ばねなどの働きにより制輪子が常時車輪に押し付けられる機構になっており、これを空気圧により抑えておくことでブレーキを解除して走行し、空気圧が抜けると特に保安ブレーキの操作をしなくても自動的にブレーキが掛かる仕様になっているものがある。これは、運転士が車両の留置時に保安ブレーキの使用を忘れた場合でも、ブレーキ管の空気圧が抜けて通常のブレーキが効かなくなった時点で自動的に保安ブレーキが作動するフェイルセーフな機構となっている。
新幹線では、保安ブレーキに類似する補助ブレーキを装備している（N700系以降・E5系以降の車両では補助ブレーキは廃止）。

### 耐雪ブレーキ
雪が降ると、レールと車輪の間の摩擦が低下してブレーキ力が落ちるだけではなく、制輪子やブレーキパッドと車輪・ディスクとの間に雪が入り込んで凍結し、ブレーキが効きにくくなることがあり、大事故につながる恐れがある。これを防ぐために、運転台にあるスイッチを操作することで常時弱くブレーキをかけた状態にして、制輪子を車輪に当てたままにしておく。これを耐雪ブレーキ（たいせつブレーキ）という。
これは運転台の周辺に設置された配電盤のスイッチ (MCCB) をONにすることで作動させる。鉄道事業者によって名称が異なり、抑圧ブレーキと呼称することや対雪ブレーキ（たいせつブレーキ、京浜急行電鉄、東京地下鉄の一部など）、圧着ブレーキ（西武鉄道）、抑圧制動（東武鉄道）と呼称する事業者もある。

## 歴史

### 草創期
19世紀始めに鉄道が実用化された頃、ブレーキの技術はとても原始的なものであった。ほとんどの車両にはブレーキが搭載されておらず、主に機関車と一部の客車・貨車にのみ人力でブレーキを掛ける機構が搭載されていた。ブレーキが搭載された客貨車のことを緩急車と呼ぶ。緩急車に制動手が乗り込んでおり、必要な時に一斉にこれを取り扱うことでブレーキを掛けていた。鉄道会社によっては、機関車に取り付けた汽笛の合図で一斉にブレーキを掛ける仕組みとしていた。
この時代のブレーキは全て踏面ブレーキであり、制輪子を動かす力は人力であった。また、制輪子の位置をロックする機構が付いており、停車中の駐車ブレーキとして用いることもできるようになっていた。下り勾配に差し掛かる際には、一旦事前に列車を停車させ、編成の緩急車の中から一定の割合を選んで、その制輪子を駐車ブレーキの位置にロックし、常時制動が効いた状態で勾配を下るということが行われていた。さらに速度が上がると残りの緩急車でも制動手が人力でブレーキを掛けて減速に努めた。イギリスでは初期の貨車は、ブレーキハンドルを片側にだけ備えており、列車へ連結される時の貨車の向きはバラバラであったので、車掌の作業の妨げとなっていたが、1930年頃から両側ブレーキハンドルが装備されるようになった。
イギリスでは緩急車のことをブレーキバン (brake van) と称していたが、貨物列車においてはワゴンブレーキ (wagon brake) という装置が取り付けられた通常の貨車が連結されていることが普通で、制動手は雨風をしのぐ屋根のない車両に乗り込んでこうしたブレーキを取り扱っていた。なお、当初英語ではブレーキ装置のことを"break"とつづっていたが、やがて現在のように"brake"というつづりが用いられるようになった。
こうした人力のブレーキ装置のみでは制動力が不足し、最初の実用的な蒸気鉄道であるリバプール・アンド・マンチェスター鉄道の開業からわずか3年後の1833年に、ジョージ・スチーブンソンが蒸気機関車の蒸気圧を利用した蒸気ブレーキを発明した。しかし蒸気ブレーキの性質上機関車のみに取り付けられ、編成中の緩急車は相変わらず人力であった。この頃の貨物列車は30 マイル毎時 (48 km/h) で走行している時にブレーキを掛けて、完全に停車するためにおよそ800 メートルほど掛かっていた。

### 貫通ブレーキの開発
列車が高速化し、長編成で重量が大きくなるにつれて、機関士の操作によりすぐにブレーキ力が得られ、かつ緩めることもできるような、より強力なブレーキが必要とされるようになってきた。機関士の操作1つで列車全体に一斉にブレーキを掛けられるこうしたシステムを貫通ブレーキと呼ぶ。
しかしながら、こうした要求に応えることは技術的に困難であった。列車全体にわたって求められる一定の力でブレーキを掛けられるようにしながら、列車に車両を繋いだり切り離したりできるようにする必要があったからである。この時期には車両の増解結のない固定編成の列車は滅多になかった。
最も初期には、鎖やワイヤーを使ったブレーキシステムが開発された。主にドイツの鉄道で利用され、ヘーベルラインブレーキと称される。イギリスではクラーク・アンド・ウェッブチェーンブレーキシステム (Clark and Webb Chain Braking system) と呼ばれた。編成の屋根の上または床下に鎖やワイヤーが引き通されており、これを機関車から引っ張ることで各車両のブレーキを動作させた。しかし適用できる列車の長さに制限があり、鎖やワイヤーの調整に手間が掛かると共に、扱う係員はよく訓練をしておく必要があった。また鎖やワイヤーが切れると一部の車両にブレーキが掛からなくなるという問題もあった。
真空ブレーキもまた初期に開発された貫通ブレーキシステムで、1874年に最初に導入された。機関車に搭載されたエゼクターまたは真空ポンプによりブレーキ管から空気を抜き、これによりブレーキシリンダーのピストンを駆動して制動力を得る仕組みで、効果的で値段も安かった。初期には、走行中にブレーキ管が破損するとブレーキが全く効かなくなってしまうという致命的な欠点があったが、常時ブレーキ管を真空にしておき、ブレーキ管に空気が入ってきた時にブレーキが掛かるようにする改良が行われて解決された。
主にイギリス流の鉄道技術を導入した国で真空ブレーキは普及した。しかし空気ブレーキに比べて装置が大きく、制動力も小さいという問題があり、多くの国では空気ブレーキへ移行した。イギリスでは長らく空気ブレーキへの変更が行われず、第二次世界大戦後まで残った。2008年現在でも真空ブレーキを使い続けている国も存在する。
イギリスでは、1930年頃まで旅客列車にのみ貫通ブレーキが搭載されており、貨物列車はよりゆっくり走って、機関車と緩急車に搭載されたブレーキに頼っていた。こうした貫通ブレーキを備えていない列車は、イギリスでは1985年頃まで存在していた。しかしながら1930年頃からは準貫通ブレーキとも言うべき列車が導入された。この列車では一部の貨車に貫通ブレーキが装備されており、列車中で貫通ブレーキを備えた貨車を機関車側に集めて連結することで、機関車からブレーキを操作することができるようにしていた。こうした列車は、完全に貫通ブレーキを備えていない列車よりも幾分速い速度で走ることができた。

### 空気ブレーキの発明と普及
アメリカのジョージ・ウェスティングハウスは、現代でも用いられている自動空気ブレーキの原理を発明し、1872年3月5日に特許を取得した。これは高い圧力の空気を使うことで真空ブレーキに比べて小型の装置でも強いブレーキ力を得られるものであった。また三動弁を使うことにより、空気圧がブレーキ管から抜ける時にブレーキが作動するようにされており、ブレーキ管の破損などに対してフェイルセーフな構成となっていた。さらにウェスティングハウスのシステムでは、ブレーキ管の圧力を完全に抜かなくても強い制動力が得られるようになっており、ブレーキ使用後に再びブレーキ管に圧力を掛ける時間が短縮された。
初期にはコンプレッサーが大きく高価でもあったため、なかなか普及しなかった。しかしアメリカでは1893年3月2日に鉄道安全装置法が制定され、7年の猶予期間をおいて1900年から施行された。この法律ではアメリカで運行される全ての列車に自動空気ブレーキと自動連結器の採用を義務付け、事故の激減に貢献した。
日本の鉄道では、当初は貫通ブレーキがなく緩急車を使ったブレーキの仕組みを使っていた。1886年（明治19年）頃から旅客列車において真空ブレーキの採用が始まり、一部の機関車と客車に搭載された。さらに1898年（明治31年）8月から、一部の貨車において真空ブレーキの搭載が始まった。しかしその能力の低さから、1919年（大正8年）に自動空気ブレーキの採用が決定され、真空ブレーキの使用は全面的には適用されずに直接自動空気ブレーキの時代に移行した。1921年（大正10年）から取り付け工事が始まり、1925年（大正14年）までに全ての車両にブレーキ管が取り付けられて、仮にその車が自動空気ブレーキ装置の取り付けられていない車両であっても、ブレーキ管をつなぐことで編成中の他の車両へは空気圧を伝えて自動空気ブレーキが使えるようになった。さらにブレーキ装置の取り付けも進展し、1930年（昭和5年）10月から全ての貨物列車が自動空気ブレーキで運転されるようになった。取り付け期間中は、ブレーキシリンダーをまだ搭載していない車両と区別するために取り付け済み車両の両端には白線が引かれた。1931年（昭和6年）以降は、逆に一部の旧型貨車でブレーキシリンダーの取り付けられていないものについて、白い十字の印を表記するようになっている。
蒸気機関車では可動部のないスチームエゼクターを使うことで、蒸気の力で比較的簡単に真空を作ることができた。これに対して圧縮空気を作るのは複雑なコンプレッサーが必要であり普及の阻害となったが、蒸気機関車の時代が終わると共に真空ブレーキのこの利点もなくなり、世界的に空気ブレーキが普及するようになった。

### 電気ブレーキの開発
電気鉄道においては、空気ブレーキと並んで電気ブレーキが使用されている。この技術は、フランク・スプレイグが電気鉄道の総括制御の技術を19世紀後半に発明したことに始まっている。スプレイグは電力系統へ回生を行う技術の原理も発明していたが、これがより広範に適用されるようになったのはより制御技術が進歩した20世紀後半のことである。
こうした電気鉄道の総括制御の技術は、まず動力分散方式の電車から適用が始まったが、次第に動力集中方式の列車やディーゼル列車にも適用が行われるようになった。これとともに、電磁自動空気ブレーキや電磁直通ブレーキなど、電気的な指令によりブレーキ弁を制御する仕組みが開発された。さらに現代では、電気ブレーキと空気ブレーキを統一的に制御する電気指令式ブレーキが開発され、多くの車両に適用されるようになっている。

## その他

### 貫通ブレーキ
鉄道のブレーキのうち、運転士の操作で列車全体に一度にブレーキを掛けることができるようなブレーキのことを貫通ブレーキ（かんつうブレーキ）と呼ぶ。真空ブレーキや空気ブレーキなどは通常貫通ブレーキである。
一方機関車の場合、列車全体に掛けられるブレーキと機関車だけに掛けられるブレーキの系統が分かれていることがある。この時、列車全体に掛けるブレーキ弁を自弁（自動ブレーキ弁）、機関車単独に掛けるブレーキ弁を単弁（単独ブレーキ弁）と呼ぶ。

### 再粘着制御
粘着（摩擦）ブレーキにおいて、車輪とレールとの摩擦力よりも制動力が強く働くと、車輪がロックしてレールの上を滑る現象が発生する。これを滑走と呼ぶ。逆に動力推進時に推進力が摩擦力を上回ってスリップする現象は空転と呼ばれる。これらの現象が発生するとレールや車輪を傷つけ、推進力・制動力が低下してしまうため、滑走や空転を止める必要がある。
空転や滑走を検知して、推進力や制動力を一時的に弱めてスリップを止める制御のことを空転滑走再粘着制御（くうてんかっそうさいねんちゃくせいぎょ）と呼ぶ。車輪の回転数を検知し、他の車輪で計測した値と比べて異常な値となった時に、その軸に関して推進力や制動力を一旦緩める処理を行っている。
滑走によって車輪に付く傷のことをフラットと呼ぶため、こうした制御を行う装置をフラット防止装置ともいう。

### 電空協調制御
現代の電車においては、常用ブレーキとして空気圧によるブレーキと電気ブレーキの2種類のブレーキ装置を備えていることが普通である。電車の編成中には、モーターを搭載した電動車と搭載していない付随車があり、付随車では電気ブレーキは使用できない。
電気ブレーキを使用すると、空気ブレーキに用いられる制輪子の消耗を抑えてメンテナンスコストの削減を図ることができる。電気ブレーキには発電ブレーキと回生ブレーキがあり、回生ブレーキを使用している場合は、エネルギーを回収して利用でき、さらに効率が良くなる。ただし回生ブレーキでは発生した電力を他で使ってくれる列車がいなければ制動力は低下し、発電ブレーキでは速度が低くなると制動力が低下し列車を停止させることが出来ない。このため電気ブレーキと空気ブレーキを統一して制御し、電気ブレーキによる制動力が不足する分を空気ブレーキで補うということをしている。このような制御のことを電空協調制御という。
回生ブレーキでは途中で回生ができなくなると回生失効するため、それに応じて空気ブレーキを必要なだけ立ち上げて、運転士が求める一定の制動力を維持しようとする働きもしている。また減速してくると回生ブレーキでは十分な制動力が得られないため、ある速度で回生ブレーキを切って空気ブレーキだけにするという制御も行っている。これに対して発電ブレーキでは回生ブレーキと比べて制動力が一定で安定しているため、単純に空気ブレーキのみを締め切るだけで良い。列車の速度が低下するとモーターの発電する電圧も低下するため、速度低下と共に抵抗器の抵抗値を下げ、常に抵抗器を流れる電流値を一定にしている。さらに列車の速度が低下すると十分な制動力が無くなるため、締め切っていた空気ブレーキを使用して列車を停止させる。
現在ではT車優先遅れ込め制御（Tしゃゆうせんおくれこめせいぎょ）、あるいは単に遅れ込め制御と呼ぶ方式を利用している車両も多い。これはブレーキを掛ける際に、まずM車の回生ブレーキを立ち上げる。求められる制動力が不足していると、続いてT車の空気ブレーキが立ち上がり、さらに制動力が強く必要とされる場合にはM車の空気ブレーキも立ち上がるという順序でブレーキが作動する。このようにすることで制輪子の消耗を抑えエネルギー効率を最大にしようとしている。

### 純電気ブレーキ
回生ブレーキは低速では制動力が不足するため、電空協調制御で空気ブレーキを立ち上げるのが従来の方式である。これに対して、できる限り低速まで回生ブレーキを使い続け、制動力が不足する場合には空気ブレーキを立ち上げるのではなく、逆に電気を使ってモーターで逆方向に力を与えることで制動力を得る方式があり、純電気ブレーキまたは全電気ブレーキと呼ばれている。こうしたブレーキは、電力の節約よりもむしろ制輪子の消耗を抑えてメンテナンスコストの低減を図ることが主眼となっている。
純電気ブレーキは三菱電機の、全電気ブレーキは日立製作所の商品名であり、双方はほぼ同じものであるが、制御の方式に若干の違いがある。

## ブレーキに関連した事故
- アーマー鉄道事故 - 北アイルランドにおいて勾配を登り切れず、列車を分割して前半分を先に登らせようとしたが、後ろ半分のブレーキが正しく作動しておらず、後退して後続の列車と衝突した、1889年。
- 箱根登山鉄道電車脱線転落事故 - ブレーキが効かなくなり急勾配を暴走、1926年。
- 近鉄奈良線列車暴走追突事故 - 生駒トンネル内でブレーキが効かなくなり急勾配を暴走、1948年。
- チャペル・アン・ラ・フリス事故 (Chapel-en-le-Frith)  - イギリスで貨物列車をけん引中の蒸気機関車で、蒸気ブレーキの配管が破損して高圧蒸気が運転台内部に噴き出し、制御を取ることができなくなって勾配を暴走し、先行する貨物列車に追突した。1957年。この事故の顛末と、この際に灼熱の運転台に残り、最後まで列車の制御に努めて殉職し、死後にジョージ・クロスを授与された機関士の記事が英語版にある。
- 富士急行列車脱線転覆事故 - 踏切でトラックが電車に衝突してブレーキ系統を破壊し、ブレーキが効かなくなった、1971年。
- 近鉄特急衝突事故 - 青山トンネル内でのブレーキ故障の対処を誤り、ブレーキが掛からない状態で走行し、特急同士が正面衝突した、1971年。
- 西武新宿線田無駅列車追突事故 - 雪が制輪子に挟まって制動力が不足して追突した、1986年。
- リヨン駅事故 - 非常ブレーキで停車した際にブレーキバルブの不正な取扱でブレーキがほとんど掛からなくなり、その状態で出発したために止まることができず他の列車と衝突した、1988年。
- 関東鉄道常総線列車衝突事故 - ブレーキが故障した状態で終端駅に突入した、1992年。
- ニュートラム暴走衝突事故 - ブレーキ指令線が正常に作動しなかったと思われる事故、1993年。
- 京福電気鉄道越前本線列車衝突事故 - 制輪子を駆動するブレーキロッドが破損しブレーキが効かなくなった、2000年。
- 名鉄新羽島駅電車衝突事故 - 降雪下での耐雪ブレーキの不使用に起因する事故。2002年。
- Igandu鉄道事故 (Igandu train disaster)  - タンザニアにおいて、ブレーキが壊れた列車が上り勾配を逆走して後続の列車に衝突した、2002年。
- 阿里山森林鉄路でブレーキ故障による脱線転覆事故、2003年。
- 東急東横線元住吉駅追突事故 - 降雪下での制動力低下によるもの。2014年。

## 鉄道用ブレーキシステム製造メーカー
- ワブテック（かつてのWABCO: ウェスティングハウス・エア・ブレーキ）
- フェヴレ・トランスポール（英語版）（現在はワブテックの一部門）
- クノールブレムゼ
- ハニング&カール
- ウェスティングハウス・ブレーキ・アンド・シグナル（現在はクノールブレムゼの一部門）
- ニューヨーク・エア・ブレーキ
- MZT HEPOS
- 三菱電機
- ナブテスコ
- 裕鎭機工産業

### 書籍
- 伊原 一夫『鉄道車両メカニズム図鑑』（初版）グランプリ出版、1987年。ISBN 4-906189-64-4。
- 江崎 昭『輸送の安全からみた鉄道史』（初版）グランプリ出版、1998年。ISBN 4-87687-195-7。
- 齋藤 晃『蒸気機関車の興亡』（初版）NTT出版、1996年。ISBN 4-87188-416-3。
- 野元浩『電車基礎講座』（初版）交通新聞社、2013年。ISBN 978-4-330-28012-7。
- 日本貨物鉄道株式会社貨物鉄道百三十年史編纂委員会 編『貨物鉄道百三十年史（下巻）』（初版）日本貨物鉄道、2007年。
- 電気学会電気鉄道における教育調査専門委員会 編『最新 電気鉄道工学』（初版）コロナ社、2000年。ISBN 4-339-00723-4。
- 電気鉄道ハンドブック編集委員会 編『電気鉄道ハンドブック』コロナ社、2007年。ISBN 978-4-339-00787-9。
- 近藤圭一郎『鉄道車両技術入門』（初版）オーム社、2013年7月20日。ISBN 978-4-274-21383-0。

### 論文
- 坂本泰明「リニア技術をレールブレーキへ応用する」（pdf）『Railway Research Review』、鉄道総合技術研究所、2012年2月、14-17頁、2013年6月8日閲覧。
- 岡田鉄之助・勢登利孝・白木原民也・大岳宏之・楠瀬正「鉄道車両ブレーキの課題と開発」（pdf）『三菱重工技報』第32巻第4号、1995年7月、240-243頁、2013年6月8日閲覧。

### 翻訳元の英語版での参考文献
- British Transport Commission, ed (1957). Handbook for Railway Steam Locomotive Enginemen